# یوری لوسمن
یوری لوسمن ((به استونیایی: Jüri Lossmann)؛ ۴ فوریهٔ ۱۸۹۱ – ۱ مهٔ ۱۹۸۴) یک دونده ماراتن اهل استونی بود. 
وی توانسته است مدال نقره ماراتن بازی‌های المپیک تابستانی ۱۹۲۰ را کسب کند.